# Бутни нерв
Бутни нерв је највећа грана лумбалног плексуса и један од највећих нерава у нози. Он је део периферног нервног система, који шаље сигнале из мозга у доње удове, горње удове и неке органе. Он инервише  кожу на натколеници и унутрашњој страни ноге, као и мишиће који опружају колено.
Својом моторичком функцијом бутни нерв помаже да померамо  кукове, ноге, глежњеве и стопала. Такође има и сензорну функцију, која помаже да осетимо додир, бол и температуру (врело или хладно).

## Функција
Бутни  нерв је један од два главна нерва који обезбеђују моторне (покретне) и сензорне функције доњим удовима. Док ишијадични нерв инервише задњу страну ноге,  бутни нерв инервише предњи део ноге, и:
- стимулише мишиће флексора бутине и кука (псоас мајор и илиачне мишиће) како би  помогао у савијању и исправљању ноге и колена и савијању у куку.
- омогућава осећа додира, бола и температуре у куку, бутини, колену и потколеници.

## Анатомија
Бутни нерв је једна од пет нервних грана лумбалног плексуса, која настаје од дорзалних и вентралних грана другог, трећег и четвртог лумбалног нерава (Л2, Л3 и Л4).
Бутни нерв улази у Скарпин (бутни) троугао, шупље, клинасто подручје између горњег дела бутине и препона. Кроз овај троугао пролазе бутни нерв, бутна артерија, бутна вена и лимфни судови. Пролази низ предњи део бутине између псоас мајора и мишића флексора кука, уз бутну артерију, велики крвни суд који носи крв до доњих удова.
Након кратког тока од око 4 цм у бутини, нерв се дели на предњу и задњу грану, које су  одвојене спољашњом феморалном циркумфлексном артеријом.
| Предње гране бутног нерва                                         | Задње гране бутног нерва                             |
| - Предње кожне гране - Огранак за сарторијус - Грана за пектинеус | - Сафенални нерв - Грана за четвороглави бутни миђић |

Свака од ових грана обезбеђује одређене моторичке или сензорне функције:
Сензорне функције:
Предњи бутни нерв обезбеђује сензорне функције предњем и средњем делу бутине. Задњи бутни нерв постаје сафенални нерв, који пружа сензорне информације потколеници и стопалу.
Моторне функције:
Предња бутна грана помаже у савијању и кретању у куковима. Задња грана бутне кости контролише мишиће квадрицепса како би вам помогла да исправите колена.

### Мишићне гране
Нерв код мишића пектинеуса настаје непосредно изнад ингвиналног лигамента са унутрашње стране бутног нерва и пролази иза бутног омотача да би ушао у предњу површину мишића.
Задњи део инервише мишић ректус феморис , три вастус мишића (вастус медијалис, вастус латералис и вастус интермедијус) и зглобни мишић колена (граном нерва вастус интермедијус).

### Кожне гране
Предњи одељак даје предње кожне гране: Предње кожне гране су: средњи феморални кожни нерв и средњи феморални кожни нерв.
Задњи део даје само једну грану, а то је нервус сафениус.

### Зглобне гране
Зглоб кука се инервише преко нерва мишића ректуса фемориса.
Зглоб колена снабдевају нерви три вастус мишића. Нерв до вастус медиалиса је посебно дебео јер садржи проприоцептивна влакна из коленог зглоба. Ово је у складу са Хилтоновим законом.

### Васкуларне гране
Васкуларне гране намењене су феморалној артерији и њеним гранама.

## Клинички значај
Сигнали из бутног нерва и његових грана могу бити блокирани како би се прекинуи пренос сигнала бола из области инервације. Неки од нервних блокова делују тако што утиче на феморални нерв и илијачну фасцију. Блокови феморалног нерва су веома ефикасни.
Током карличне и абдоминалне хирургије, феморални нерв мора бити рано идентификован како би се заштитио од јатрогене повреде нерва.
Тест истезања феморалног нерва може да се уради да би се идентификовала компресија корена кичменог нерва. Тест је позитиван ако се током његовог извођења бол у бутини појача.

## Галерија
- Structures passing behind the right inguinal ligament
- Nerves of the right leg.
- Femoral nerve.Deep dissection.
- Femoral nerve.Deep dissection.